# Pușca automată Ribeyrolles 1918
Pușca automată Ribeyrolles 1918 a fost o încercare de a produce o pușcă automată pentru forțele armate franceze în timpul Primului Război Mondial, fiind una dintre primele puști automate create, alături de MP 18/28 din Germania și pușca Fiodorov din Rusia, toate trei apărute în timpul Primului Război Mondial, însă, spre deosebire de ultimele două pistoale-mitralieră enumerate mai sus, Ribeyrolles 1918 nu a intrat niciodată în producția de masă, fiind folosit de francezi în număr limitat în câteva operațiuni de pe frontul de vest al Primului Război Mondial.
Numele său oficial a fost Carabine Mitrailleuse 1918 ("Machine Carbine 1918" în limba engleză); într-o carte din 2007 apare ca "fusil automatique Ribeyrolles 1918". Ribeyrolles avea particularitatea de a fi echipată cu un bipod ușor pe față și o baionetă de pușcă identică cu cea a puștii Berthier Model 1907/15. Arma a apărut în jocul video Battlefield 1 (acțiunea se petrece în Primul Război Mondial) din 2016, ca parte a arsenalului infanteriei franceze.

## Utilizatori
- Franța